# Jamides ferrari
Jamides ferrari är en fjärilsart som beskrevs av Evans 1932. Jamides ferrari ingår i släktet Jamides och familjen juvelvingar. Inga underarter finns listade i Catalogue of Life.